# Riccardia upoluna
Riccardia upoluna là một loài rêu trong họ Aneuraceae. Loài này được (Steph.) Grolle mô tả khoa học đầu tiên năm 1973.